# Стварно право
Стварно право је део грађанског права које регулише промет ствари, покретне и непокретне имовине. Предмет стварног права су ствари као материјални делови природе који служе правном промету. Стварно право је апсолутно право (лат. erga omnes), што значи да нико нема право да омета власника у коришћењу права својине.

## Подела стварног права
Стварно право се дели на:
1. стварно право над својим стварима и
2. стварно право над туђим стварима (службеност, залог и хипотека).

Службеност је ограничено стварно право над туђим стварима. На пример: право пролаза, право коришћења службеног улаза, право коришћења извора воде итд.

## Правна подела ствари
Са гледишта права, постоји подела ствари због преноса права својине, накнаде штете и одговорности за штету. Тако да постоје:
- покретне и непокретне ствари;
- опште и индивидуалне ствари;
- ствари у промету, ствари ван промета и ствари у ограниченом промету;
- просте и сложене ствари;
- збирне и посебне.

Својина над покретним стварима се преноси примопредајом ствари или уписом у Регистар заложног права над покретним стварима и правима, док се својина над непокретним стварима може преносити само уписом у катастру.